# Ayo Fayose
Ayo Fayose, född 15 november 1960, var guvernör i Ekiti, Nigeria från 29 maj 2003 till 16 oktober 2006. Han tillhör Peoples democratic party (PDP).

## Biografi

### Familj
Fayose är gift med Feyisetan Fayose. Tillsammans har paret fem pojkar.

### Studier
Fayose började grundskolan 1966 vid Saint Leo's Catholic Primary School, Ibadan. År 1972 fick han sitt Primary School Leaving Certificate. Året därpå fortsatte han studera vid Olivet Baptist High School. År 1976 fick han sitt school certificate. Tre år senare  antogs han till ett ettårigt pre-national diploma (Pre-ND)-program vid Federal Polytechnic, Ilaro. Därefter antogs Fayose till ett tvåårigt Ordinary National Diploma (OND)-program i Science Laboratory Technology, som han avslutade 1984. Ett obligatoriskt år med industriell anknytning följde vid Cocoa Research Institute of Nigeria (CRIN), Ibadan. Under denna tid producerade han kropps- och hårprodukter som han gav namnet "Spotless".
År 1985 antogs Fayose till högre studier i biologiska vetenskaper/tillämpad medicin/biologi vid Polytechnic, Ibadan varifrån han examinerades 1987. Sin nationella ungdomstjänst gjorde han vid  Pepsi Nigeria Limited, Ibadan.

### Rättsprocesser
Fayose ställdes inför riksrätt 2006. Han har även utretts för korruption av kommissionen för ekonomisk och finansiell brottslighet (engelska: Economic and Financial Crimes Commission). År 2022 stämdes han i domstol för obetalda fakturor på 900 miljoner naira (cirka 20 014 127 sek).